# Synomera francalis
Synomera francalis là một loài bướm đêm trong họ Noctuidae.